# Lammert Bouke Van der Meer
Lammert Bouke Van der Meer (né à Leeuwarden, Frise, en 1945) est un archéologue et étruscologue néerlandais, spécialiste de la religion étrusque, membre de l'Istituto Nazionale di Studi Etruschi ed Italici et rédacteur de la revue archéologique  BABesch.

## Publications
- Liber Linteus Zagrabiensis. The linen book of Zagreb. A comment on the longest Etruscan text (2007)
- Myths and more. On Etruscan stone sarcophagi, ca. 350-200 B.C. (2004)
- Interpretatio Etrusca. Greek myths on Etruscan mirrors (1995)
- The bronze liver of Piacenza. Analysis of a polytheistic structure (1987)
- Corpus speculorum Etruscorum: The Netherlands (1983)
- Etruscan urns from Volterra. Studies on mythological representations (1978) (dissertation)
- De Etrusken. Inleiding tot de verzameling Etruskische oudheden in het Rijksmuseum van Oudheden te Leiden (1977)